# Лозовой, Михаил Афанасьевич
Михаил Афанасьевич Лозовой (13 февраля 1925, Снежно́е — не ранее 1985) - советский партийный, финансовый и государственный деятель,  председатель исполкома Симферопольского городского совета депутатов (1963-1973).

## Биография
Родился 13 февраля 1925 года в селе (ныне город) Снежное Снежненского района Донецкой области в рабочей семье. В 1941-1943 годах находился с отцом на оккупированной территории. С 3 сентября 1943 года и по 1945 год – в рядах Советской армии. Участник Великой отечественной войны, красноармеец 148-го гвардейского стрелкового полка 50-й гвардейской стрелковой дивизии. В марте 1944 года получил тяжелое ранение. К концу 1944 года находился на лечении. После завершения лечения, по состоянию здоровья, демобилизованный из армии, возвращается в родной город Снежное. В последствии после войны и окончания института был аттестован как капитан интендантской службы.
В 1945 году после демобилизации окончил курсы при областной конторе Промбанка в Донецке. В 1945-1948 годах - инспектор местного отделения Госбанка. В 1948-1959 годах работал в системе Промбанка и Стройбанка в разных районах Донецкой области, на должностях от инспектора до управляющего филиалами банков. В 1952 году закончил Харьковский финансовый институт экстерном.  В 1959-1963 годах управляющий Крымской областной конторы Стройбанка в Симферополе. В 1961 году заочно закончил Киевский институт народного хозяйства по специальности – финансист. С марта 1963 года по июнь 1973 года - председатель исполкома Симферопольского городского совета депутатов.
Депутат Крымского областного совета депутатов. Депутат Симферопольского городского совета. Член Крымского обкома КПУ в 1965-1973 годах.
Делегат XXIII съезда КПСС, 29 марта - 8 апреля 1966 года.

## Награды
- Медаль «За победу над Германией в Великой Отечественной войне 1941–1945 гг.» (9.05.1945)
- Орден Красной Звезды (6.05.1965)
- Орден Отечественной войны I степени (6.04.1985)[1]